# ジェフリー・シンプソン
ジェフリー・シンプソン（Geoffrey Simpson）は、オーストラリアの撮影監督である。『シャイン』、『オスカーとルシンダ』、『ディア マイ ファーザー』などで高い評価を得た。『シャイン』、『オスカーとルシンダ』、『ウイザード』でオーストラリア映画協会賞の撮影賞を獲得した。

## フィルモグラフィ
- Centrespread (1981)
- Playing Beatie Bow (1986)
- Jilted (1987)
- Boundaries of the Heart (1988)
- ウィザード The Navigator: A Medieval Odyssey (1988)
- セリア Celia (1989)
- ゴールド・レイダース Till There Was You (1990)
- グリーン・カード Green Card (1990)
- フライド・グリーン・トマト Fried Green Tomatoes (1991)
- The Last Days of Chez Nous (1992)
- 最高の恋人 Mr. Wonderful (1993)
- 8月のメモワール The War (1994)
- 若草物語 Little Women (1994)
- シャイン Shine (1996)
- Some Mother's Son (1996)
- オスカーとルシンダ Oscar and Lucinda (1997)
- エディ&マーティンの逃走人生 Life (1999)
- センターステージ Center Stage (2000)
- グリッター きらめきの向こうに Glitter (2001)
- Black and White (2002)
- シークレット・パラダイス Paradise Found (2003)
- トスカーナの休日 Under the Tuscan Sun (2003)
- ラスト・ホリデイ Last Holiday (2006)
- ディア マイ ファーザー Romulus, My Father (2007)
- The Tender Hook (2008)
- Ali & the Ball (2008)
- Dear Diary (2009)
- The Dragon Pearl (2011)
- スリーピング ビューティー/禁断の悦び Sleeping Beauty (2011)
- セッションズ The Sessions (2012)